# Riikka Sirviö
Riikka Sirviö (ur. 11 kwietnia 1974 r. w Jyväskylä) – fińska biegaczka narciarska, brązowa medalistka mistrzostw świata.

## Kariera
W 1997 roku wystartowała na mistrzostwach świata w Trondheim. Osiągnęła tam swój największy sukces w karierze wspólnie z Tuulikki Pyykkönen, Kati Pulkkinen i Satu Salonen zdobywając brązowy medal w sztafecie 4x5 km. Jej najlepszym wynikiem indywidualnym tych mistrzostw było 10. miejsce w biegu na 5 km technika klasyczną. Dwa lata później, podczas mistrzostw świata w Ramsau na tym samym dystansie zajęła 28. miejsce. Jej jedynym startem na mistrzostwach świata w Lahti w 2001 roku był bieg na 10 km stylem klasycznym, w którym zajęła 15. miejsce. Startowała także na mistrzostwach w Val di Fiemme w 2003 roku, gdzie zajęła między innymi szóste miejsce w biegu na 15 km oraz 12 w biegu na 10 km techniką klasyczną. Brała także udział w biegu sztafetowym, ale drużyna fińska została zdyskwalifikowana po wykryciu EPO (erytropoetyny) we krwi Kaisy Varis. Na kolejnych mistrzostwach świata już nie startowała.
Nigdy nie startowała na zimowych igrzyskach olimpijskich. Najlepsze wyniki w Pucharze Świata osiągnęła w sezonie 2000/2001, kiedy to zajęła 25. miejsce w klasyfikacji generalnej. Nigdy nie stawała na podium indywidualnych zawodów Pucharu Świata. W 2003 roku zakończyła karierę.
Jako juniorka w 1988 roku została mistrzynią Finlandii w biathlonie.

## Osiągnięcia

### Mistrzostwa świata
| Miejsce | Dzień     | Rok  | Miejscowość   | Konkurencja             | Czas biegu | Strata  | Zwyciężczyni                   |
| ------- | --------- | ---- | ------------- | ----------------------- | ---------- | ------- | ------------------------------ |
| 10.     | 23 lutego | 1997 | Trondheim     | 5 km stylem klasycznym  | 13:32,7    | +20,4   | Jelena Välbe                   |
| 21.     | 24 lutego | 1997 | Trondheim     | 5+10 km pościgowy       | 39:13,5    | +2:12,6 | Stefania Belmondo Jelena Välbe |
| 3.      | 27 lutego | 1997 | Trondheim     | Sztafeta 4x5 km         | 56:40,2    | +58,2   | Rosja                          |
| 14.     | 23 lutego | 1997 | Trondheim     | 30 km stylem klasycznym | 13:32,7    | +5:11,9 | Jelena Välbe                   |
| 28.     | 19 lutego | 1999 | Ramsau        | 15 km stylem dowolnym   | 38:49,0    | +1:18,1 | Stefania Belmondo              |
| 32.     | 22 lutego | 1999 | Ramsau        | 5 km stylem klasycznym  | 12:49,8    | +4:11,6 | Bente Skari                    |
| 15.     | 20 lutego | 2001 | Lahti         | 10 km stylem klasycznym | 29:13,5    | +1:54,6 | Bente Skari                    |
| 6.      | 18 lutego | 2003 | Val di Fiemme | 15 km stylem klasycznym | 39:40,9    | +1:35,4 | Bente Skari                    |
| 12.     | 20 lutego | 2003 | Val di Fiemme | 10 km stylem klasycznym | 25:47,0    | +1:35,8 | Bente Skari                    |
| 2.      | 24 lutego | 2003 | Val di Fiemme | Sztafeta 4x5 km         | 50:54,7    | +23,0   | Niemcy                         |
| 30.     | 26 lutego | 2003 | Val di Fiemme | Sprint stylem dowolnym  | 3:28,8     | -       | Marit Bjørgen                  |

### Puchar Świata

#### Miejsca w klasyfikacji generalnej
- sezon 1995/1996: 33.
- sezon 1996/1997: 28.
- sezon 1997/1998: 49.
- sezon 1998/1999: 61.
- sezon 1999/2000: 35.
- sezon 2000/2001: 25.
- sezon 2001/2002: 36.
- sezon 2002/2003: 39.

#### Miejsca na podium
Sirviö nigdy nie stawała na podium indywidualnych zawodów Pucharu Świata.